# Travnati bambus
Travnati bambus (lat. Olyreae), tribus trava, dio potporodice bambusovaca. Sastoji se od tri podtribusa
Zbog slabo razvijenih rizoma ovi bambusi ne mogu postići krutost stapke i nemaju listove na stabljici.

## Opis i povijest
Pleme Olyreae sastoji se od 124 zeljastih vrsta bambusa i gotovo sve njegove vrste rasprostranjene su u Neotropima. Samo Buergersiochloa bambusoides nalazi se u Novoj Gvineji, a Olyra latifolia je disjunktno rasprostranjena u tropskoj Americi, Africi i na Madagaskaru. Primjenom filogenetske i biogeografske analize, cilj je bio identificirati područje predaka i vrijeme divergencije Olyreae, te razjasniti je li dvokontinentalna distribucija O. latifolia rezultat prirodnog širenja na velike udaljenosti ili ljudskog unošenja. Rezultati proučavanja potvrdili su monofiliju plemena Olyreae, parafiliju/polifiliju roda Olyra i sestrinstvo Buergersiochloa bambusoides s ostatkom Olyreae. Procjene vremena divergencije i raspona predaka pokazuju da je Olyreae vjerojatno nastao u kasnom eocenu do oligocena, nakon čega je uslijedila miocenska diverzifikacija. Južna Amerika + Oceanija otkrivene su kao područje predaka plemena, stoga distribucija B. bambusoides leži unutar područja predaka. Filogenetski rezultati pokazali su da su svi uzorci O. latifolia, i američki i afrički, formirali čvrsto poduprtu kladu. Nedostatak genetske diferencijacije ukazuje da je vrsta vjerojatno uvedena u Afriku vrlo nedavno, potencijalno od strane ljudi tijekom kolonijalnih vremena. Na temelju rasprostranjene rasprostranjenosti O. latifolia u Africi unatoč nedostatku korištenja od strane ljudi, predlaže se da bi ova vrsta mogla posjedovati učinkovite sposobnosti za širenje i uspostavljanje, a oboje bi zahtijevalo daljnje proučavanje.

## Podtribusi
1. Buergersiochloinae L.G. Clark & Judz.
2. Olyrinae Kromb.
3. Parianinae Hack.